# Karizs Béla
Karizs Béla (Budapest, 1930. augusztus 28. – Budapest, 2001. április 6.) magyar operaénekes (tenor), színész.

## Élete
Színi tanulmányait Rózsahegyi Kálmánnál és a Színművészeti Akadémián végezte. Az 1952–1953-as évadot az Állami Déryné Színháznál töltötte. 1953-tól 1957-ig a Fővárosi Operettszínház tagja volt, majd 1957 és 1962 között a kecskeméti Katona József Színházban játszott, főleg prózai szerepeket. Az 1962–1963-as szezonra ismét az Operettszínházba szerződött.
1963 őszétől az Operaház társulatának tagja lett, ahol szeptember 13-án Puccini Bohéméletének Parpignoljaként debütált. Az első öt évben továbbra is karakterszerepeket kapott, de 1968-ban már hőstenorként, egy igazán nagy szerepben mutatkozhatott be: a Turandotban Kalafot énekelte. Erőteljes, fénylő magas regiszterű hangja volt, amely főleg Verdi és Puccini hőstenor szerepeire, a súlyosabb hangokat igénylő operákra tette alkalmassá, mint például Manrico, Radames vagy Otello. Kiválóan teljesített spinto szerepekben is, mint például Des Grieux, Cavaradossi vagy Pinkerton. A drámai szerepek mellett vígoperákban is szívesen szerepelt, ahol tanúságot adhatott remek humoráról. Szerepköre a hangfekvésén belül változatos volt, Verdi és Puccini mellett kiterjedt Csajkovszkij, Leoncavallo, Erkel, Offenbach, Johann Strauss, Monteverdi, Saint-Saëns, Muszorgszkij és más szerzők karaktereire, még Wagner-szerepet is énekelt, mindemellett modern és kortárs operákban is bemutatkozott. 1997. május 11-én búcsúzott a színpadtól a János vitéz francia királyaként. Kollégái tisztelték, szerették.
Kiváló hangi adottságokkal rendelkezett, igazi hőstenorként erőteljes, fénylő magas regiszterű hangja volt. „Alakításaiból mindig valami őserő áradt, s drámai szerepeiben elementáris erővel, partnereit is magával ragadva énekelt” – írta róla Jánosi Ildikó, Abody Béla szerint pedig „…az utolsó bölény…” volt, aki „…változatlanul őrzi a századforduló körüli olasz stílust”. Fodor Géza a Kalaf-alakításáról írta: „…elismeréssel adózunk annak a hősi hangnak, amely [az] előadáson töretlen fénnyel ragyogott, … arra is fel kell figyelni, hogy Karizs a kevésbé attraktív, halk, finom, lírai részleteket is egyre mélyebb és tartalmasabb művészettel formálja meg”. Tokody Ilona így emlékezett rá: „Hangfenomén, született hőstenor volt, aki mindig diadalmasan vágta ki a magas hangokat. … Dór oszlopa volt a színháznak, mindenkor lehetett rá számítani… Számára szentély, templom volt az operaház”.
Szerepet kapott az 1986-os Szerelem első vérig című filmben. 1978-ban Liszt Ferenc-díjjal, 1988-ban Érdemes Művész-díjjal tüntették ki. 2002-ben az Operaház posztumusz örökös tagjává választották.

## Szerepei
- Abay Pál: A Balaton szépe – Elemér
- Alban Berg: Wozzeck – 2. mesterlegény
- Berté Henrik: Három a kislány – Novotny
- Pjotr Iljics Csajkovszkij: A pikk dáma – Hermann
- Darvas József:
  - Hajnali tűz – Varga Mihály
  - Kormos ég – Kopasz/Dr. Virizlay
- Gaetano Donizetti:
  - Lammermoori Lucia – Normann
  - Don Pasquale – Carlotto
- Erkel Ferenc: Bánk bán – címszerep
- Georges Feydeau: Osztrigás Mici – Petypon du Gréle tábornok
- Gimes Imre: Ispán Teréz – Moharos István
- Makszim Gorkij: Az utolsó nemzedék – Jakorev
- Huszka Jenő: Szabadság, szerelem – Segédtiszt
- Kacsóh Pongrác: János vitéz – A francia király
- Katona József: Bánk bán – II. Endre
- Lehár Ferenc:
  - A mosoly országa – Szu Csong herceg
  - Luxemburg grófja – Croisier
- Ruggero Leoncavallo: Bajazzók – Canio
- Igor Vlagyimirovics Lukovszkij: Két kapitány – Nil Peredjaga
- Pietro Mascagni: Parasztbecsület – Turiddu
- Mihály András: Együtt és egyedül – Bíró
- Carl Millöcker: A koldusdiák – Von Waggenheim
- Claudio Monteverdi: Poppea megkoronázása – Lucanus
- Móricz Zsigmond: Úri muri – Ködmön
- Wolfgang Amadeus Mozart: A varázsfuvola – Első őrtálló
- Modeszt Petrovics Muszorgszkij: Borisz Godunov – Sujszkij
- Jacques Offenbach:
  - Kékszakáll – Kákszakáll lovag
  - Orfeusz az alvilágban – Jupiter
  - Szép Heléna – Achillesz
- Carl Orff: Az okos lány – Első csibész
- Petrovics Emil: Bűn és bűnhődés – Fogalmazó
- Giacomo Puccini:
  - Manon Lescaut – René des Grieux
  - Bohémélet – Benoît; Parpignol
  - Pillangókisasszony – B. F. Pinkerton; Yamadori
  - Tosca – Mario Cavaradossi
  - A Nyugat lánya – Harry
  - Turandot – Az ismeretlen herceg/Kalaf
- Nyikolaj Andrejevics Rimszkij-Korszakov: Az aranykakas – Gvidon herceg
- Camille Saint-Saëns: Sámson és Delila – Sámson; Filiszteus hírnök
- Friedrich Schiller: Stuart Mária – William Cecil
- Vlagyimir Vlagyimirovics Scserbacsov: Dohányon vett kapitány – Mouton
- William Shakespeare: Vízkereszt, vagy amit akartok – Egy tengerészkapitány
- Stephen Sondheim: Nyakfelmetsző – Altiszt
- Dmitrij Dmitrijevics Sosztakovics: Katyerina Izmajlova – Részeg muzsik
- ifj. Johann Strauss:
  - A denevér – Blind
  - A cigánybáró – Gróf Carnero
- Richard Strauss: '
  - 'Salome – I. zsidó; II. nazarénus
  - Ariadné Naxosban – Udvarmester
- Szokolay Sándor: '
  - 'Hamlet – I. sírásó
  - Sámson – A molnár
- Tabi László: Különleges világnap – Poharas
- Giuseppe Verdi:
  - A lombardok az első keresztes hadjáratban – Arvino
  - A trubadúr – Manrico; Ruíz
  - Rigoletto – Borsa
  - La Traviata – Gaston vicomte
  - Simon Boccanegra – Gabriele Adorno; Az íjászok kapitánya
  - A végzet hatalma – Don Alvaro
  - Don Carlos – Lerma gróf
  - Aida – Radames; Hírnök
  - Otello – címszerep
  - Falstaff – Bardolf
- Richard Wagner: A nürnbergi mesterdalnokok – Balthazar Zorn
- Kurt Weill: Mahagonny városának tündöklése és bukása – Jim Mahoney; Beszélő

## Felvételeiből
| Megjelenés | Tartalom                               | Közreműködők | Kiadó      |
| ---------- | -------------------------------------- | --- | ---------- |
| 1972       | Verdi: La forza del destino (Excerpts) | Marton Éva, Ercse Margit, Karizs Béla, Miller Lajos, Kováts Kolos, Bordás György, Budapest Philharmonic Orchestra, Chorus of the Hungarian Radio and Television, Kórodi András                          | Hungaroton |
| 1980       | Petrovics Emil: Bűn és bűnhődés        | Pászti Miklós, Polgár László, Tokody Ilona, Delly Rózsi, Szőnyi Ferenc, Seregélly Katalin, Bende Zsolt, Karizs Béla, Magyar Állami Operaház Zenekara, Magyar Állami Népi Együttes Énekkara, Koncz Tamás | Hungaroton |
| 1978       | Orgonavirágzás                         | Kalmár Magda, Udvardy Tibor, Karizs Béla,… Magyar Rádió Szimfonikus Zenekara, Behár György | Qualiton   |